# Podhradie (Nitra)
|  | Per a altres significats, vegeu «Podhradie». |

Podhradie és un poble i municipi d'Eslovàquia que es troba a la regió de Nitra, al sud-oest del país. La primera menció escrita de la vila es remunta al 1235.

## Demografia
| Godina             | 1994 | 2004    | 2014   | 2024   |
| ------------------ | ---- | ------- | ------ | ------ |
| Nombre de persones | 260  | 311     | 292    | 285    |
| Diferència         |      | +19,61% | −6,10% | −2,39% |

| Godina             | 2023 | 2024   |
| ------------------ | ---- | ------ |
| Nombre de persones | 284  | 285    |
| Diferència         |      | +0,35% |